# جون ستيوارت (سياسي نيوزلندي)
جون ستيوارت (بالإنجليزية: John Stewart)‏ هو سياسي نيوزلندي، ولد في 23 أبريل 1902 في غرينوك في المملكة المتحدة، وتوفي في 5 فبراير 1973 في نيوزيلندا. حزبياً، نشط في حزب العمال النيوزيلندي. وقد انتخب عضو مجلس النواب النيوزيلندي عن دائرة Arch Hill (New Zealand electorate) ‏ (1951 – 1954).